# Higashi-ku (Sakai)
Higashi (東区 Higashi-ku?) es un barrio de la ciudad de Sakai, en la prefectura de Osaka, Japón. En julio de 2019 tenía una población estimada de 84.503 habitantes y una densidad de población de 8.056 personas por km². Su área total es de 10,49 km².

## Demografía
Según datos del censo japonés, la población de Higashi se ha mantenido estable en los últimos años.
| Año del censo | Población |
| ------------- | --------- |
| 2005          | 84.892    |
| 2010          | 85.444    |
| 2015          | 85.189    |